# U-3 (1935)
U-3 – niemiecki okręt podwodny typu IIA z okresu okresu międzywojennego i II wojny światowej. Niewielka jednostka przybrzeżna o wyporności podwodnej 303 ton i zasięgu na powierzchni 1600 Mm, wyposażona w trzy wyrzutnie torped kalibru 533 mm, której załogę tworzyło nominalnie 25 osób.
Stępkę pod okręt położono 11 lutego 1935 roku w stoczni Deutsche Werke w Kilonii, gdzie został zwodowany 19 lipca 1935 roku. Po wejściu w tym samym roku do służby, pełnił funkcje szkoleniowo-treningowe w ramach szkolnej jednostki Unterseebootsschulflottille (US-FL) w Neustadt. Po wybuchu wojny prowadził operacje na Morzu Północnym zakończone w kwietniu 1940 roku udziałem w kampanii norweskiej. Po jej zakończeniu został ponownie skierowany do działalności szkolno-treningowej w ramach 21. Flotylli w Piławie. 1 sierpnia 1944 roku w Neustadt został wycofany ze służby i używany w charakterze rezerwuaru części zamiennych.
W trakcie działań wojennych przeprowadził pięć patroli bojowych na Morzu Północnym i wodach norweskich, podczas których zatopił dwa statki o łącznej pojemności 2348 BRT. Na pokładzie tego okrętu swoje pierwsze wojenne patrole bojowe przeprowadził m.in. kpt. Joachim Schepke – jeden z najbardziej zasłużonych dowódców niemieckich okrętów podwodnych.

## Budowa i konstrukcja
U-3 był okrętem podwodnym typu IIA wybudowanym dla Niemiec w stoczni Deutsche Werke w Kilonii, pod numerem stoczniowym 238. Jednostka zaprojektowana została pod oznaczeniem typu MVBIIA w tajnym niemieckim biurze projektowym Ingenieurskantoor voor Scheepsbouw (IvS) w Hadze. Kontrakt na budowę tego okrętu został podpisany w styczniu 1934 roku jako część większej umowy na budowę wszystkich jednostek tego typu. Blachy stalowe zostały w ścisłej tajemnicy dostarczone do stoczni w Kilonii okrężną drogą przez IvS w Hadze, podobnie jak silniki główne i pomocnicze, które dotarły do Kilonii na początku roku 1934. Rozpoczęcie budowy było opóźnianie przez Adolfa Hitlera z przyczyn politycznych, jednak 11 lutego 1935 roku w Kilonii położono ostatecznie stępkę, zaś 19 lipca 1935 roku U-3 został zwodowany.
U-3 był jednokadłubowym okrętem podwodnym o konstrukcji spawanej i wyporności traktatowej 250 ton, jednak jego rzeczywista wyporność bojowa na powierzchni wynosiła 254 tony. Pod wodą okręt wypierał 303 tony, przy długości całkowitej 40,9 metra oraz szerokości 4,08 metra. W pozycji nawodnej kadłub miał zanurzenie 3,83 metra. Napęd okrętu tworzyły dwa 6-cylindrowe czterosuwowe silniki Diesla Motorenwerke Mannheim MWM RS127S o łącznej mocy 700 KM (2 × 350 KM) przy 1000 obrotach na minutę oraz dwa silniki elektryczne SSW PG W322/26 o mocy 300 kW (2 × 180 KM). Zastosowana forma kadłuba oraz układ napędowy umożliwiały jednostce osiąganie prędkości maksymalnej na powierzchni wynoszącej 13 węzłów, elektryczny zespół energetyczny zaś umożliwiał rejs podwodny z prędkością nieprzekraczającą 6,9 węzła. Zbiorniki paliwa mieściły łącznie 11,61 ton oleju napędowego, co umożliwiało jednostce rejs o długości 1600 mil morskich z prędkością 8 węzłów. Zasięg podwodny okrętu wynosił 35 mil morskich przy prędkości 4 węzłów. Podobnie jak w przypadku innych jednostek typów II, zanurzenie testowe okrętu wynosiło 100 metrów, zanurzenie maksymalne 150 metrów, zaś czas całkowitego zanurzenia 25 sekund.
Podstawowe uzbrojenie okrętu stanowiły torpedy typu G7a, umieszczone w trzech wyrzutniach torpedowych kalibru 533 mm na dziobie oraz dwie torpedy w zapasie. Opcjonalnie możliwe było zabranie przez okręt sześciu torped, przez umieszczenie dodatkowego pocisku w korytarzu między przedziałem torpedowym a centrum bojowym okrętu. Możliwość ta nie była jednak często wykorzystywana, gdyż dodatkowy ciężar w tym miejscu zaburzał trym okrętu i powodował jeszcze trudniejsze warunki życia dla 25 członków załogi. Zamiennie z torpedami, okręt mógł przenosić do 18 min. Uzbrojenie to uzupełnione było pojedynczym działkiem przeciwlotniczym kalibru 20 mm.

## Służba okrętu
U-3 został przyjęty do służby w Kriegsmarine 6 sierpnia 1935 roku, jako trzecia jednostka swojego typu i jeden z pierwszych okrętów podwodnych III Rzeszy. Pierwszym dowódcą okrętu został mianowany Kapitanleutnant Hans Meckel, który sprawował tę funkcję do 29 września 1937 roku. U-3 został przydzielony do jednostki szkolnej US-FL w Neustadt, zaś wrzesień 1935 roku spędził w szkole zwalczania okrętów podwodnych, celem szkolenia technicznego załogi.
7 marca 1936 roku podczas zajmowania przez wojska niemieckie Zagłębia Ruhry – wraz z 12 jednostkami wchodzącymi w skład 1. Flotylli U-Bootów „Weddingen” oraz jednostkami swojego typu – U-3 został wysłany na patrol, na wypadek ewentualnej wojny morskiej z Polską, Francją lub Związkiem Radzieckim. Podobne wyjście na patrol bojowy miało miejsce podczas anschlussu Austrii, nieudanej próby zajęcia przez Niemcy Sudetów w maju oraz po układzie monachijskim we wrześniu 1938 roku. Wkrótce potem – w 29 października 1938 roku – dowództwo nad okrętem objął, jeden z najsłynniejszych w przekroju zbliżającej się wojny dowódców U-Bootów, kapitanleutnant Joachim Schepke

### Działania wojenne
1 września 1939 roku – w dniu ataku Niemiec na Polskę – U-3 uzyskał status operacyjny, i pod dowództwem Joachima Schepkego 4 września wyszedł z Wilhelmshaven na swój pierwszy patrol bojowy na Morzu Północnym. Wkrótce jednak potem, już 8 września, powrócił do bazy bezowocnie kończąc swój wojenny debiut operacyjny. Podobnie zakończył się trwający od 13 do 24 września drugi patrol okrętu na Morzu Północnym, którego celem było zwalczanie brytyjskich okrętów podwodnych.
23 września 1939 roku – na wniosek adm. Ericha Raedera – Hitler zaaprobował poluźnienie restrykcyjnych zasad prowadzenia wojny podwodnej, która miała dotąd być prowadzona ze ścisłym przestrzeganiem prawa pryzowego. Już 24 września Oberkommando der Marine (OKM) przekazało kommodore Karlowi Dönitzowi informację o poluźnieniu zasad na obszarze Morza Północnego, z jednoczesnym nakazem podejmowania prób ratowania załóg zatopionych jednostek. 27 września 1939 roku U-3 wypłynął na swój trzeci patrol, celem operowania w Skagerraku. 30 września o godz. 11:40 w odległości 35 mil morskich na północny zachód od Hanstholm w Szwecji, U-3 natrafił na duński transportowiec s/s „Vendia” (1150 BRT), który zatopił ogniem artyleryjskim i torpedą. Kpt. Schepke wziął jednak na pokład U-3 sześciu rozbitków z zatopionego statku. Jeszcze tego samego dnia Schepke zatrzymał inny statek, szwedzki transportowiec s/s „Gun” (1198 BRT), i po przejrzeniu dokumentów rozkazał swojej grupie abordażowej wejść na jego pokład. Kontrolowana jednostka podjęła jednak próbę staranowania U-Boota, który uniknął kolizji dzięki wykonaniu manewru unikowego. W rezultacie tego aktu uznanego za działanie wrogie i niezgodne z prawem międzynarodowym, niemiecka grupa abordażowa podłożyła ładunki wybuchowe pod s/s „Gun” i zatopiła szwedzki statek. 3 października U-3 zakończył swój patrol w Kilonii.
| Dowódcy okrętu               | Dowódcy okrętu       | Dowódcy okrętu    |
| ---------------------------- | -------------------- | ----------------- |
| Kptlt. Hans Meckel           | 6 sierpnia 1935      | 29 września 1937  |
| Kptlt. Ernst-Günter Heinicke | 30 września 1937     | lipiec 1938       |
| Kptlt. Joachim Schepke       | 29 października 1938 | 2 stycznia 1940   |
| Kptlt. Gerd Schreiber        | 3 stycznia 1940      | 28 lipca 1940     |
| Kptlt. Helmut Franzke        | 29 lipca 1940        | 10 listopada 1940 |
| Kptlt. Otto von Bülow        | 11 listopada 1940    | 2 lipca 1941      |
| Oblt. Hans-Hartwig Trojer    | 3 lipca 1941         | 2 marca 1942      |
| Oblt. Joachim Zander         | 3 marca 1942         | 30 września 1942  |
| Oblt. Herbert Zoller         | 1 października 1942  | 18 maja 1943      |
| Oblt. Ernst Hartmann         | 19 maja 1943         | 9 czerwca 1944    |
| Ltn. Hermann Neumeister      | 10 czerwca 1944      | 16 lipca 1944     |

2 stycznia 1940 roku z pokładu U-3 zszedł Joachim Schepke, który dzień później objął dowództwo U-19 typu IIB, dowódcą U-3 został zaś Kptlt. Gerd Schreiber. Pod jego dowództwem okręt wszedł w okres bezpośrednio poprzedzający kampanią norweską. 16 marca 1940 roku U-3 wyszedł z Kilonii na swój 4. patrol, którego zadaniem było początkowo patrolowanie Skagerraku celem zwalczania brytyjskich jednostek podwodnych. W tym czasie niemieckie dowództwo spodziewało się brytyjskiej inwazji na Norwegię, i samo planowało uprzedzenie aliantów oraz okupację Norwegii i Danii. Po kilku dniach U-3 wraz z innymi okrętami otrzymał rozkaz udania się do rejonu Lindesnes po raporcie o dostrzeżeniu tam dużego zespołu brytyjskich okrętów. Wykryto tam krążownik, nie została jednak podjęta próba ataku, w obawie o zdradzenie własnych planów inwazyjnych. U-3 został następnie wezwany do Wilhelmshaven, dokąd zawinął 29 marca.
12 kwietnia 1940 roku U-3 wypłynął na wody norweskie na swój piąty patrol, jednak już trzy dni później został z niego odwołany celem wznowienia działalności szkoleniowej. Następnego dnia U-Boot został zaatakowany sześcioma torpedami przez brytyjski okręt podwodny HMS „Porpoise”. Żadna z nich jednak nie osiągnęła celu, gdyż U-3 zdołał je wymanewrować. 29 marca U-3 zawinął do Wilhelmshaven. Do końca II wojny światowej U-3 nie wyszedł już na żaden patrol bojowy, zaś 1 lipca 1940 roku został przydzielony do 21. Flotylli w Piławie, celem prowadzenia działalności szkolno-treningowej.

### Wycofanie ze służby
1 sierpnia 1944 roku w Piławie U-3 został oficjalnie wycofany z czynnej służby. Odholowany został następnie do Neustadt, gdzie wykorzystywano go w charakterze jednostki doświadczalnej, na której badano stopień tłumienia dźwięków oraz efektów oddziaływania fali uderzeniowej pobliskich eksplozji. 3 maja 1945 roku kadłub okrętu został zajęty przez wojska brytyjskie, po czym zezłomowany.
W trakcie działań wojennych U-3 przeprowadził pięć patroli bojowych na Morzu Północnym i wodach norweskich, podczas których zatopił dwa statki o łącznej pojemności 2348 BRT.